# スムルト・ファシズム、スロボダ・ナロドゥ!

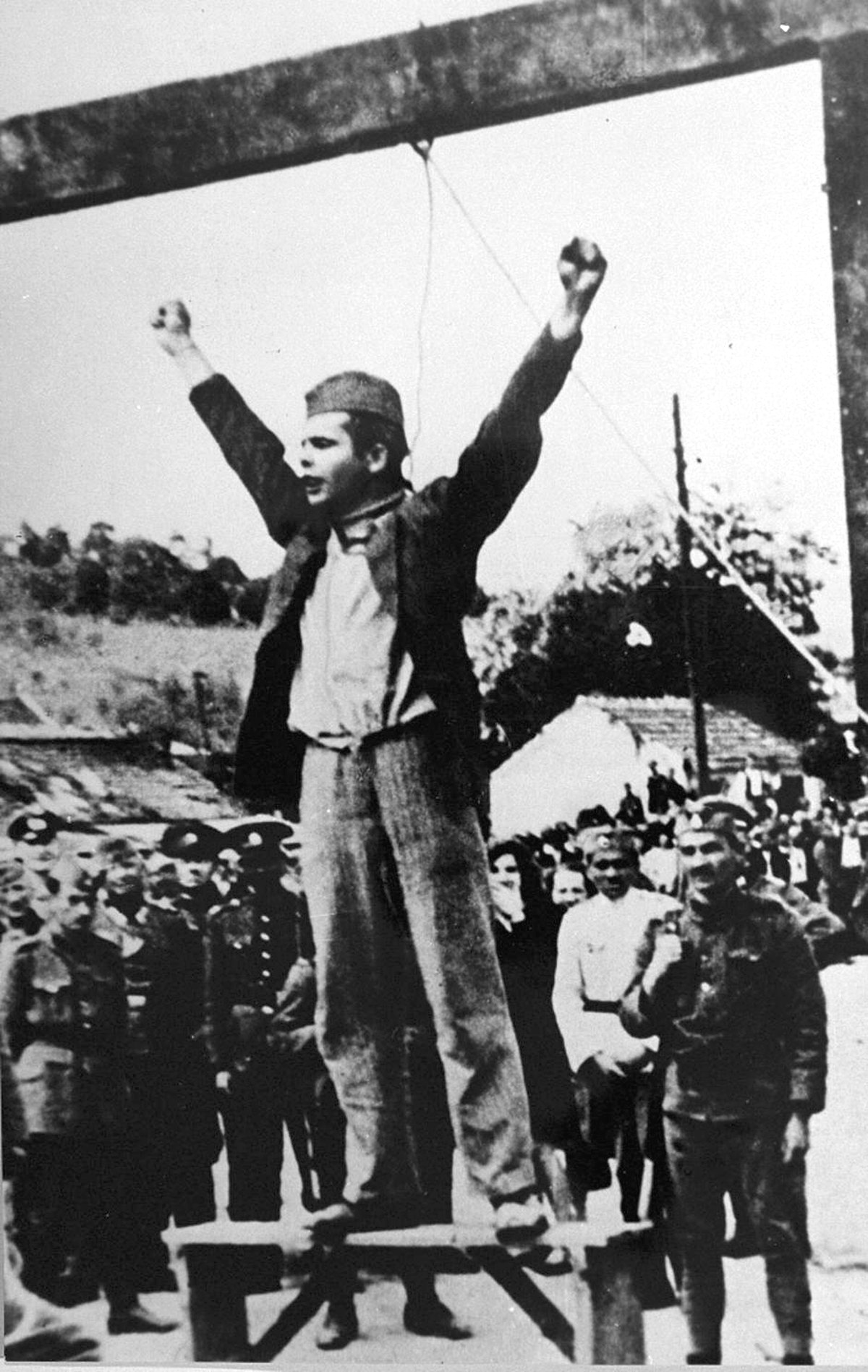
スティエパン・フィリポヴィッチは死の直前にこの言葉を叫んだ。

スムルト・ファシズム、スロボダ・ナロドゥ!（セルビア・クロアチア語:Smrt fašizmu, sloboda narodu!、「ファシズムに死を、人民に自由を!」の意）は、第二次世界大戦期のユーゴスラビア・パルチザンの標語であり、やがてユーゴスラビア人民解放戦争の公的なスローガンとなり、二次大戦後のユーゴスラビア社会主義連邦共和国でも盛んに用いられた。
この言葉は、処刑されたクロアチア人のパルチザン・スティエパン・フィリポヴィッチ（Stjepan Filipović）が死の直前に発した言葉に由来している。1942年5月22日、フィリポヴィッチが首に縄を巻かれた状態で、拳を高く突き上げ、ナチス・ドイツやその同盟者を殺人者と呼んで非難し、「ファシズムに死を、人民に自由を!」と叫んだ。この瞬間を写した有名な写真が残されている。

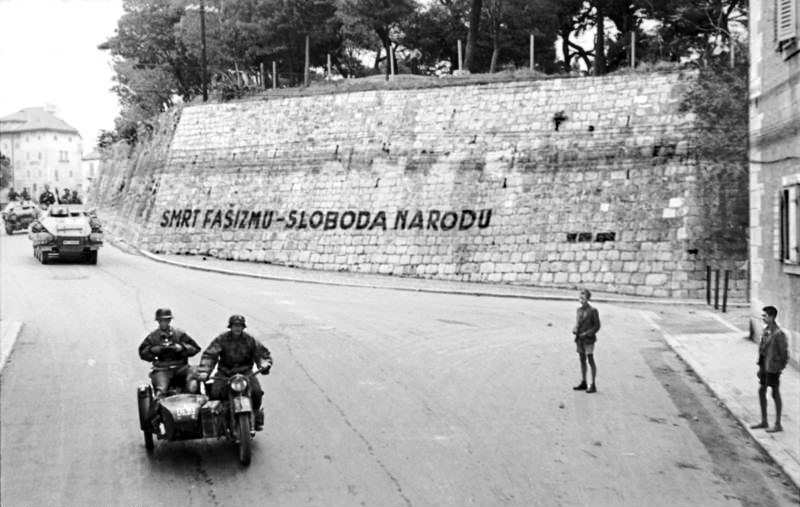
背後の壁にこの標語「Smrt fašizmu - sloboda narodu」が落書きされている。手前を走るのはドイツ軍。1943年9月、ファシスト占領下にあったクロアチアのスプリトにて。

この当時パルチザンによる抵抗運動の広報メディアの主力であったクロアチアの新聞・ヴィエスニク（Vjesnik）は、1941年8月にこの言葉「スムルト・ファシズム、スロボダ・ナロドゥ!」を掲載している。